# Třída Pattani
Třída Pattani (či též třída P15T) je třída oceánských hlídkových lodí Thajského královského námořnictva. Celkem ji tvoří dvě jednotky postavené pro Thajsko v ČLR. Třída je ve službě od roku 2005.

## Stavba
Čínská loděnice China State Shipbuilding Corporation (CSSC) postavila v Šanghaji celkem dvě jednotky této třídy. Do služby byla plavidla přijata v letech 2005–2006.
Jednotky třídy Pattani:
| Jméno                | Spuštěna | Vstup do služby   | Status  |
| -------------------- | -------- | ----------------- | ------- |
| Pattani (OPV 511)    | 2004     | 15. prosince 2005 | aktivní |
| Narathiwat (OPV 512) | 2005     | 24. dubna 2006    | aktivní |

## Konstrukce

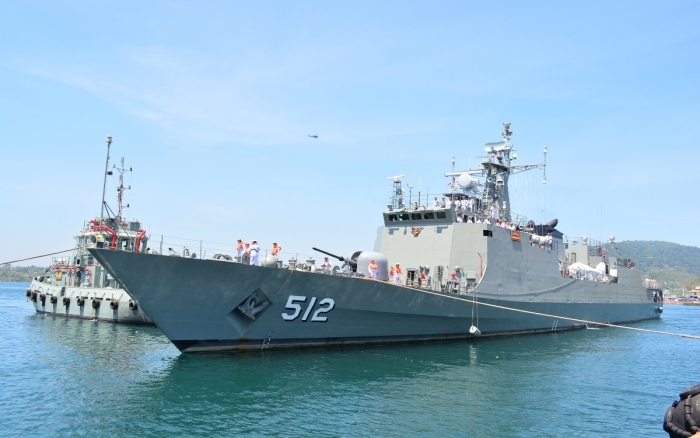
Narathiwat (OPV 512)

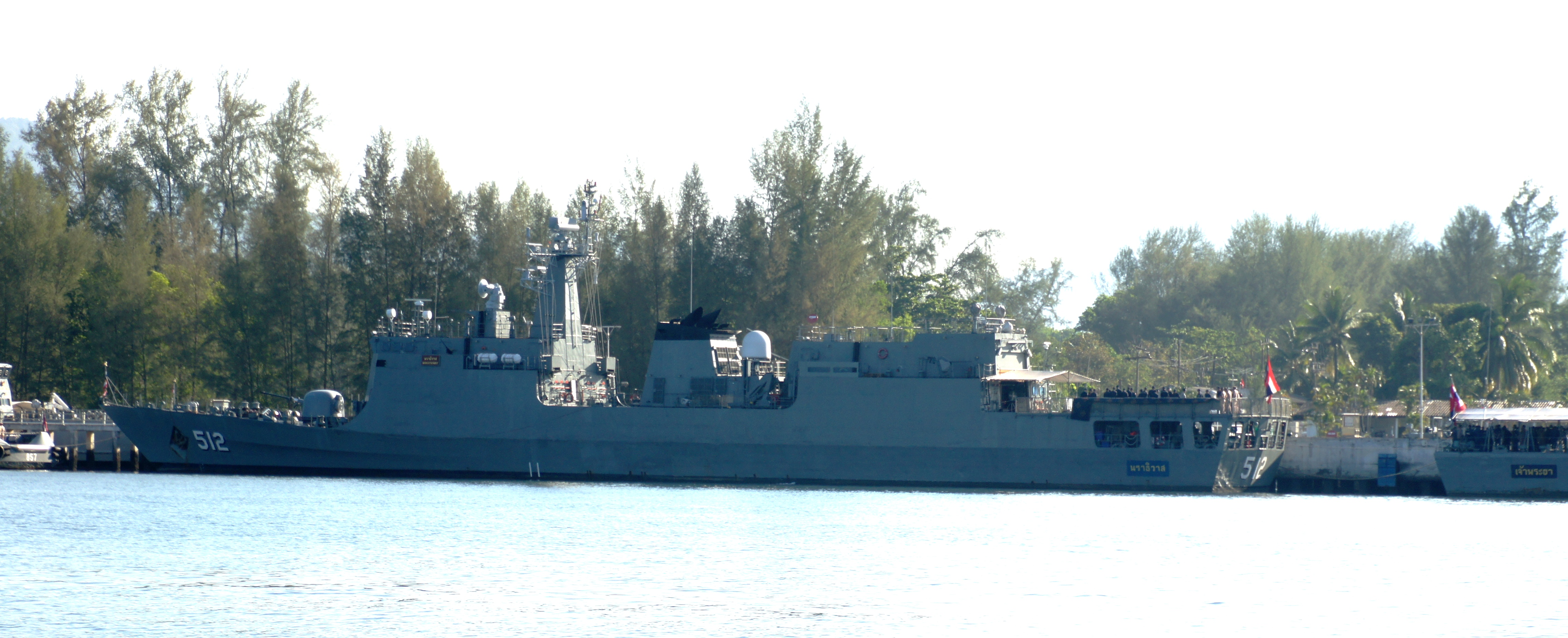
Narathiwat (OPV 512)

Výzbroj plavidel tvoří jeden 76mm kanón OTO Melara Compact v dělové věži na přídi, dva 20mm kanóny a dva 12,7mm kulomety. Na zádi se nachází přistávací plocha a hangár pro jeden vrtulník. Pohonný systém tvoří dva diesely Ruston 16RK270, pohánějící dva lodní šrouby. Nejvyšší rychlost dosahuje 25 uzlů. Dosah je 3500 námořních mil při 15 uzlech.